# Parafia śś. Apostołów Piotra i Pawła w Czkałowie
Parafia śś. Apostołów Piotra i Pawła w Czkałowie – rzymskokatolicka parafia znajdująca się w archidiecezji astańskiej, w dekanacie pietropawłowskim, w Kazachstanie. Parafię prowadzili do czerwca 2019 Towarzystwo Chrystusowe dla Polonii Zagranicznej.
Do parafii prócz wiernych z Czkałowa należą wierni z 11 miejscowości, będących skupiskami Polaków.
Ze składek parafian w Czkałowie powstał Dom Kultury Polskiej.

## Historia
Czkałowo od swojego powstania w 1936 zamieszkane było przez katolików, którzy byli zesłańcami polskiej i niemieckiej narodowości. W czasach komunizmu byli oni prześladowani.
W 1991 na prośbę administratora apostolskiego Kazachstanu i Środkowej Azji bpa Jana Pawła Lengi do Czkałowa przybyli księża z Polski. 14 września 1991 oficjalnie erygowano parafię śś. Apostołów Piotra i Pawła w Czkałowie. Od 1993 w parafii służą siostry niepokalanki.